# ريكتسيا سويسرية
ريكتسيا سويسرية (الاسم العلمي: Rickettsia helvetica) هي نوع من البكتيريا تتبع جنس الريكتسيا من الفصيلة الريكتسية.